# Bahnhofstraße (Heilbronn)
Koordinaten: 49° 8′ 34″ N, 9° 12′ 36″ O

Blick vom Bahnhofsplatz in die Bahnhofstraße (links) anlässlich des Trauerzugs für Major Kramer 1905

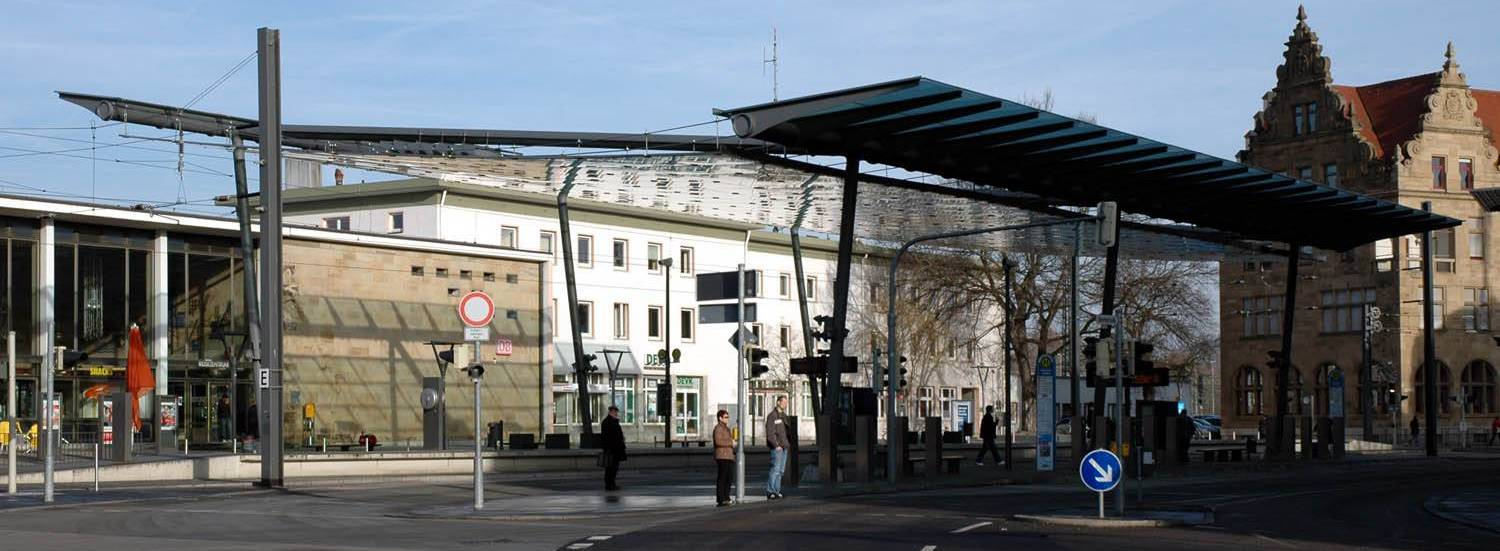
Der Bahnhofsvorplatz mit der markanten Stadtbahnhaltestelle

Die Bahnhofstraße  ist eine Straße in Heilbronn. Sie verbindet die Heilbronner Innenstadt östlich des Neckars mit dem Heilbronner Hauptbahnhof in der Bahnhofsvorstadt westlich des Flusses.

## Lage und Verkehr
Die Bahnhofstraße verläuft in der Heilbronner Bahnhofsvorstadt in Ost-West-Richtung. Sie nimmt ihren Ausgangspunkt an der die Kaiserstraße fortsetzenden Friedrich-Ebert-Brücke über den Neckar. Direkt nach der Brücke beginnt die Bahnhofstraße am Kurt-Schumacher-Platz mit der Einmündung der Kranenstraße. Dann strebt sie direkt auf den Hauptbahnhof zu, knickt am Bahnhofsvorplatz zu den Gleisen nach Südwesten ab und mündet schließlich in die Frankfurter Straße. Am Bahnhofsvorplatz mündet die Weststraße auf die Bahnhofstraße, die neben dem Straßenverkehr auch von der Stadtbahn Heilbronn genutzt wird. Zwischen dem Kreisel am Kurt-Schumacher-Platz und dem Bahnhof ist die Bahnhofstraße Teil der Ortsdurchfahrt der Kreisstraße 9557 in deren Straßenverlauf zwischen Kranenstraße und Weststraße.

## Geschichte
Die Bahnhofstraße geht auf eine hier früher von der Heilbronner Neckarüberquerung ausgehende Fernhandelsstraße nach Westen zurück. Im Verlauf der Geschichte der Stadt Heilbronn befand sich hier der westliche Brückenkopf der Heilbronner Neckarbrücke, die über den aufgrund des Neckarprivilegs 1333 an die Heilbronner Stadtmauern verlegten Hauptarm des Neckars führte. Zur Zeit des Dreißigjährigen Kriegs errichteten schwedische Truppen hier eine massive Befestigungsanlage in Form einer halbmondartig nach Westen gerichteten Sternschanze, die ab 1764 wieder abgebrochen wurde.
In der heutigen Bahnhofsvorstadt gab es im frühen 19. Jahrhundert abgesehen von einigen Gebäuden am Brückentor nur Gärten. Dem Verlauf der heutigen Bahnhofstraße folgte damals der Landturmweg. Mit der Eröffnung der Württembergischen Nordbahn Stuttgart–Heilbronn und dem Bau des ersten Heilbronner Bahnhofs (jetzt Alter Bahnhof) westlich des Neckars in den Jahren 1848/49 wurde die Straße bedeutender und in Landturmstraße umbenannt. Die vom Bahnhof aus gesehen leicht nach Süden versetzte alte Neckarbrücke wurde 1867 durch eine neue Stahlbogenbrücke exakt in der Straßenflucht ersetzt.
Wegen des Ausbaus der Eisenbahnverbindungen entstand ab 1873 einige hundert Meter westlich des bisherigen Bahnhofs ein neues Bahnhofsgebäude, wodurch sich die Notwendigkeit zum weiteren Ausbau der Straße ergab, die ab 1877 Bahnhofstraße hieß. Während nördlich der Straße die Schienen und Bahnhofsanlagen, der 1821 eröffnete Wilhelmskanal und die daran anschließenden Heilbronner Häfen lagen, entwickelte sich die Südseite der Straße zu einer noblen Villenstraße für die Kaufleute und Fabrikanten der Stadt. An deren repräsentative Villen mit aufwändigen Straßenfassaden aus Heilbronner Sandstein schlossen sich im Süden ausgedehnte, später größtenteils überbaute Gartenanlagen an. Am Bahnhof schuf man 1887/88 den repräsentativen Bahnhofsplatz mit einem monumentalen, von Laternen umstandenen Brunnen.
Die Bahnhofsvorstadt wurde bis etwa 1905 fast vollständig bebaut. Am Bahnhofsplatz befanden sich die Hotels Royal, Central, Vaterland, Elefant, Kronprinz und Reichshof. Als eines der letzten Gebäude entstand ab 1906 das Postamt No. 2 am Bahnhof. Ab 1897 bis zur Einstellung des Betriebs 1955 verband die Straßenbahn Heilbronn den Hauptbahnhof über die Bahnhofstraße mit der Innenstadt.
Die Zerstörungen des Zweiten Weltkriegs machten einen Neubau des Bahnhofs nötig und ließen nur wenige der Villen an der Südseite der Straße übrig, namentlich die Villa Münzing (Bahnhofstraße 9), die Fassade der Villa Adelmann (Bahnhofstraße 11) und die Fassade des Hauses Bahnhofstraße 27. In den 1980er- und 1990er-Jahren entstanden beiderseits der Straße neue Geschäftshäuser, ein neues Hauptpostamt (Bahnhofstraße 12) und ein turmartiges Hochhaus, der Neckarturm, am Ostende der Straße (Bahnhofstraße 1). Seit 2001 führt die Innenstadtstrecke der Stadtbahn Heilbronn durch die Bahnhofstraße. Auf dem Bahnhofsvorplatz entstand für sie eine markante Haltestelle mit Glasdach. Eine weitere Haltestelle befindet sich am Kurt-Schumacher-Platz. Der Bahnhofsvorplatz bekam am 18. Dezember 2013 den offiziellen Namen Willy-Brandt-Platz.

## Bebauung
An der Nordseite der Bahnhofstraße befinden sich heute öffentlich genutzte Gebäude wie der erste Heilbronner Bahnhof, das Postamt am Bahnhof und das ehemalige Dienstgebäude der Eisenbahn sowie die neue Hauptpost. Auf der Südseite der Straße befinden sich u. a. denkmalgeschützte Gebäude wie die Villa Münzing (Hausnummer 9) und das Haus Bahnhofstraße 27. Das Hotel Royal in der Bahnhofstraße 33 wurde in den späten 1950er Jahren abgebrochen, sein Pächter errichtete ab 1952 das am Ostende der Bahnhofstraße auf dem Hefenweiler gelegene Insel-Hotel.

### Heilbronn Hauptbahnhof
Das 1958 errichtete dritte Bahnhofsgebäude des Heilbronner Hauptbahnhofs entstand auf den Fundamenten des 1944 zerstörten zweiten Gebäudes.

### Dienstgebäude der Eisenbahn
Das Dienstgebäude der Eisenbahn ist ein neogotisches, dreigeschossiges Gebäude, das nach Plänen des Architekten Hartmann von der Königlichen Württembergischen Eisenbahnbauinspektion im Jahre 1902 erbaut wurde.

### Bahnhofstraße 27
Das Elternhaus von Gideon Bachmann an der Bahnhofsstraße 27 wurde 1874 von Werkmeister Christian Zillhardt im Stil der Neorenaissance errichtet. In der Beletage im ersten Obergeschoss ist über der Tür zum Balkon der Kopf eines Merkur zu sehen.

### Hotel/Café Royal
Das Gebäude wurde 1904/1905 als Hotel Royal an der Ecke Bahnhof- und Roßkampffstraße im Stil des Eklektizismus (Neorenaissance und Neugotik) erbaut. Nach der Machtergreifung pachtete Willy Mayer (1907–1978) das Hotel, wobei es dann Hotel Bundschuh und später Hotel Königshof hieß. In der Nachkriegszeit wurde das Gebäude bis zum zweiten Obergeschoss originalgetreu wiederaufgebaut, aber in den Jahren 1958 bis 1960 abgebrochen.

### Neue Hauptpost

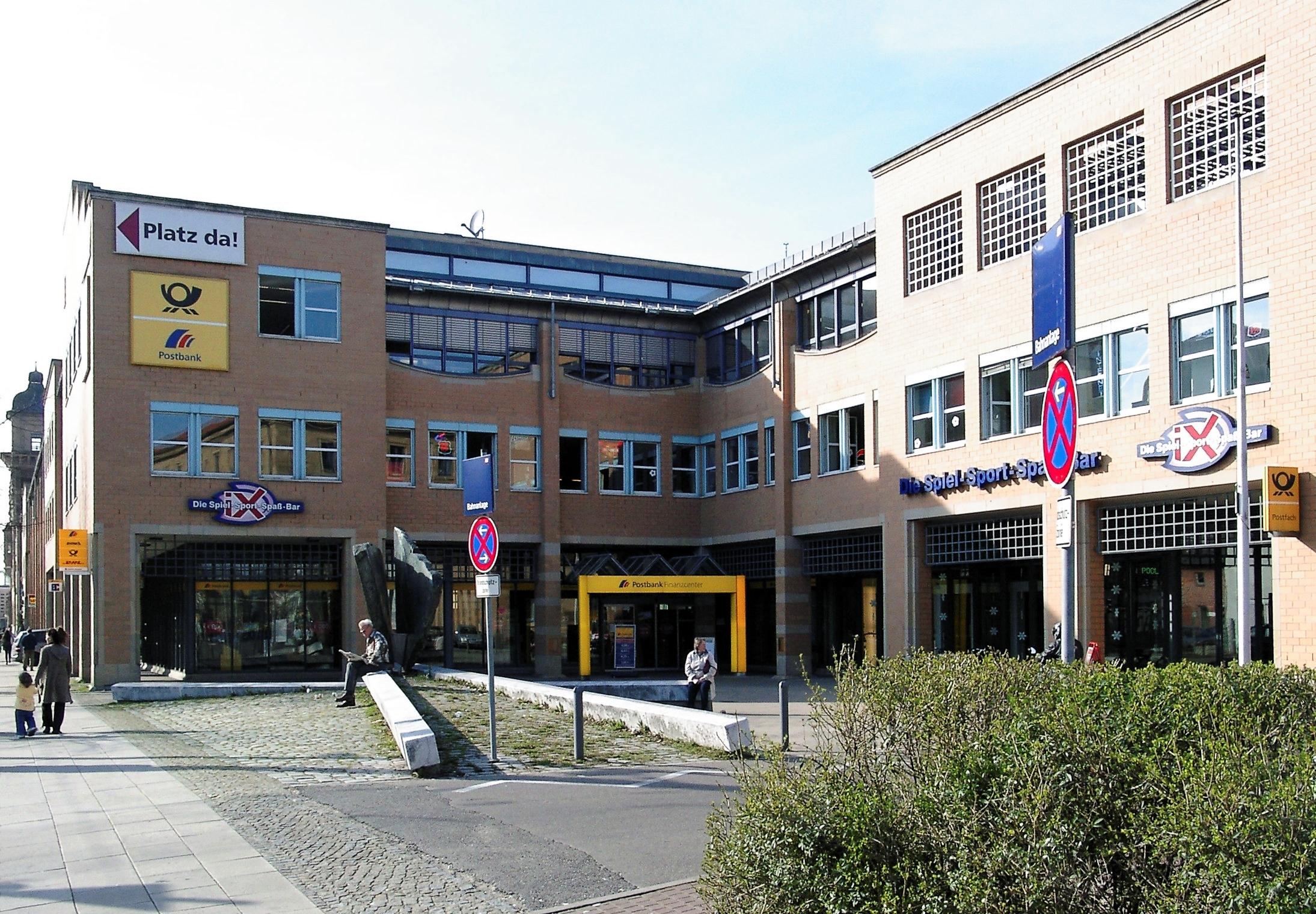
Neue Hauptpost

Das neue und zeitweilig so benannte Hauptpostamt in der Bahnhofstraße 12 wurde 1990 eröffnet. Ursprünglich wurde das Gebäude größtenteils vom Bauherrn, der damaligen Deutschen Bundespost, selbst genutzt. Nach der Privatisierung der Bundespost 1995 und den nachfolgenden Unternehmensveränderungen befindet sich in dem Gebäude nur noch ein im Erdgeschoss eingerichtetes Postbank Finanzcenter, in dem auch Dienstleistungen der Deutschen Post (Brief und Paket) angeboten werden. Alle übrigen Gebäudebereiche werden mittlerweile als Läden, Büro- und Gewerbeflächen genutzt.
Der dreigeschossige, winkelförmige Baukörper unter einem flach geneigten Satteldach hat eine Gesamtnutzfläche von 18.000 Quadratmetern. Er besitzt eine Fassade aus Verblendmauerwerk, die teils mit Natursteinbändern und -einfassungen strukturiert ist. Im Erdgeschoss sind straßenseitige Arkaden angeordnet. Der Bau zeigt an den Stirnseiten Treppengiebel. Das Architekturbüro AP Plan Mory-Osterwalder-Vielmo GmbH, Stuttgart, mit Sitz in Berlin hatte das Gebäude erbaut.
Vor dem Gebäude befindet sich die aus Osttiroler Serpentingestein bestehende Skulptur Postsache von Ernst Günter Herrmann, die 1990 von der Bundespost gestiftet wurde.

### Alter Bahnhof
Der Alte Bahnhof ist ein 1848/49 von Karl Etzel erbauter spätklassizistischer Bau. Er wurde im Zweiten Weltkrieg zerstört und 1948 wieder aufgebaut. Seit der Renovierung im Jahr 2004 beherbergt er das Kolpingwerk.

### Altes Postamt
Das ehemalige Postamt am Bahnhof wurde 1906 im Neorenaissance-Stil in unmittelbarer Nähe des Bahnhofs erbaut und überstand auch die beiden Weltkriege unbeschadet.

### Villa Münzing
In der Bahnhofstraße 9 befindet sich die denkmalgeschützte Villa Münzing, die 1896 von Ernst Walter und Karl Luckscheiter für den Fabrikanten Albert Münzing errichtet wurde.

### Villa Adelmann
Direkt neben der Villa Münzing liegt in der Bahnhofstraße 11 die Neorenaissance-Villa des Kaufmanns Eugen Adelmann, die 1870 nach Plänen des Stuttgarter Architekten Robert von Reinhardt erbaut wurde. Das Haus beherbergt heute einen Teil des Kolping-Bildungswerks.